# Ligament plantaire des articulations métatarso-phalangiennes
Les ligaments plantaires des articulations métatarso-phalangiennes sont des ligaments des cinq articulations métatarso-phalangiennes situées dans le pied.

## Description
Chaque articulation métatarso-phalangienne possède un ligament plantaire.
Ce sont des tractus fibreux renforçant les faces plantaires des capsules articulaires des articulations. 
La face profonde de l'ensemble ligament et capsule est recouvert de cartilage formant le fibro-cartilage glénoïdien.
Ils contiennent parfois un ou deux os sésamoïdes qui sont constant au niveau de l'hallux.